# Avro Canada C102 Jetliner
Авро Канада C102 Джетлайнер (англ. Avro Canada C102 Jetliner) — прототип среднемагистрального реактивного пассажирского самолёта, построенный канадской авиастроительной компанией Авро Канада Лимитед в 1949 году. Второй в мире и первый в Северной Америке летающий реактивный авиалайнер, совершил свой первый полёт всего на 13 дней позже первого в мире реактивного пассажирского авиалайнера Де Хевилленд Комет. Проект был свёрнут в 1951 году на стадии постройки второго прототипа для направления всех усилий компании на создание реактивного перехватчика CF-100 Канюк.

## Разработка
В 1945 году канадская авиакомпания Транс-Канада Эйрлайнз (англ. Trans-Canada Airlines — TCA) совместно с незадолго до этого образованной авиастроительной компанией Авро Канада изучали возможность разработки и производства регионального пассажирского самолёта. В рамках этого проекта предполагалось создать самолёт с турбовинтовыми двигателями, рассчитанный на 30 пассажиров, такой как Викерс Виконт. Однако 11 февраля 1946 года в Авро Канада начал свою работу новый конструктор — уроженец Манчестера 32-летний Джеймс Флойд (англ. James Floyd). Флойд незадолго до этого прибыл из Великобритании, где ознакомился с последними разработками фирмы Роллс-Ройс в области турбореактивных двигателей, в том числе с новейшим двигателем AJ65, позднее ставшим известным как Роллс-Ройс Эйвон. В течение месяца новый технический отдел компании Авро Канада, возглавлявшийся Флойдом, представил новое предложение — 36-местный реактивный лайнер, способный действовать с ВПП длиной 1200 м (4000 футов), развивающий скорость 684 км/ч (425 миль/ч) с дальностью полёта 1900 км (1200 миль). Авиакомпанию заинтересовало это предложение и 9 апреля было подписано соглашение о покупке TCA «некоторого количества» новых самолётов, получивших обозначение C102.
TCA, флот которой только что пополнился новыми Канадэйр Нордстар (канадской версией Дуглас DC-4/C-54 Скаймастер с поршневыми двигателями Роллс-Ройс Мерлин), проявляла осторожный интерес к новому реактивному самолёту. По условию контракта, Транс-Канада оплачивала стоимость разработки по фиксированной цене и так же получала новые самолёты по фиксированной цене в 350 000 канадских долларов за штуку. Авро Канада не могла в последующие 3 года продавать C102 другим авиакомпаниям, а после этого срока должна была возместить TCA разницу в цене в случае продажи самолёта по цене ниже 350 000 долларов. Кроме того, Авро Канада полностью оплачивала эксплуатацию самолётов в первый год даже при осуществлении платных пассажирских перевозок.

## Технические характеристики

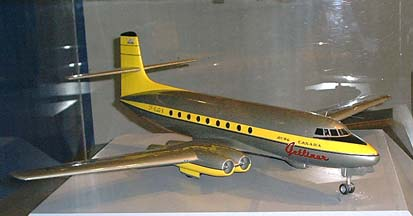
Модель самолёта Avro Canada C102 Jetliner

Источник данных: 

Технические характеристики
- Экипаж: 3-4 человека
- Пассажировместимость: до 50 пассажиров
- Длина: 25,12 м
- Размах крыла: 29,90 м
- Высота: 8,06 м
- Площадь крыла: 107,49 м²
- Масса пустого: 16 738 кг
- Максимальная взлётная масса: 29 484 кг
- Силовая установка: 4 × [ТРД Rolls-Royce Derwent 5
- Тяга: 4 × 1633 кгс

Лётные характеристики
- Максимальная скорость: 737 км/ч
- Крейсерская скорость: 649 км/ч
- Перегоночная дальность: 2012 км
- Практический потолок: 12 285 м
- Нагрузка на крыло: 274 кг/м²
- Расход топлива: 2700 кг/час